# SMN2
SMN2（survival of motor neuron 2、運動神経細胞生存遺伝子2）は全長および切断型SMNタンパク質をエンコードする遺伝子である。

## SMN2
SMN2は染色体5q13に存在する500kbの逆位重複領域に存在する遺伝子である。この重複領域は最低でも4つの遺伝子と繰り返し要素を含み、再構成と欠失を生じやすい。この領域の繰り返し構造と複雑さは、ゲノム領域の構成を決定することを困難にしている。テロメア側のコピーであるSMN1とセントロメア側のコピーであるSMN2遺伝子はほぼ同一であり、同じタンパク質をエンコードする。2つの遺伝子の重要な違いは、エクソン7に位置する単一のヌクレオチドであり、これはエクソンスプライシングエンハンサーと考えられている。このヌクレオチドの違いにより、SMN2遺伝子の80-90%の転写産物が切断型で生物学的な機能を持たない不安定型 (Δ7SMN) となり、たった10-20%の転写産物が全長タンパク質 (fl-SMN) となる。
SMN1とSMN2の両方の遺伝子の9つのエクソンは、歴史的にエクソン1、2a、2b、3-8と命名されている。遺伝子変換現象が2つの遺伝子に関連しており、それぞれの遺伝子のコピー数のばらつきをもたらしていると考えられている。

## 臨床的意義
SMN1の変異は脊髄性筋萎縮症を引き起こすが、SMN2の変異ではこの病気は起きない。SMN2のコピー数が多いほどこの病気の症状は軽減される傾向にある。